# هاري جونز (متسابق يخت)
هاري جونز (بالإنجليزية: Harry Jones)‏ (و. 1895 – 1956 م) هو متسابق يخت كندي، شارك في الألعاب الأولمبية الصيفية 1932، توفي عن عمر يناهز 61 عاماً.

## روابط خارجية
- هاري جونز على موقع اللجنة الأولمبية الدولية (الإنجليزية)
- هاري جونز على موقع أوليمبيديا (الإنجليزية)
- هاري جونز على موقع اللجنة الأولمبية الكندية (الإنجليزية)